# Union féminine civique et sociale
L'Union féminine civique et sociale (UFCS) est une association loi de 1901 créée en 1925 par Andrée Butillard (1881-1955). Branche féminine du catholicisme social, c'est un mouvement qui défend à l'origine le principe du vote familial.

## But
Le but de l’UFCS, défini dans les statuts du 9 juin 1925, est de « grouper les personnes qui désirent travailler à promouvoir en France l’ordre social chrétien, conformément à la doctrine catholique. Elles veulent dans ce but développer l’éducation sociale des différents milieux et exercer les droits civiques que donnerait à la femme l’électorat et l’éligibilité ». Contrairement aux organisations suffragistes qui défendent un vote féminin, l'UFCS défend prioritairement un « vote familial » où « le nombre de voix est proportionnel à la taille de la famille ».

## Histoire
Créée le 9 juin 1925, l'UFCS est d'abord établi au 25, rue de Valois, à Paris.
Andrée Butillard en est la secrétaire générale (1925-1940) puis la présidente (1940-1949). Le premier conseil (1925-1940) de l'UFCS est composé de Mesdames Aubin, de Beaumont, Pinon, Pivert, Aubert, Bourel, de Tailhandier, de Lanouvelle, Balmary, Brosse, Locq, Boussard, Doutre.
Alors que les organisations féministes françaises choisissent après 1940 la voie de la dissolution, l'UFCS, sous la direction de Butillard, accepte de participer aux structures mises en place par le régime de Vichy. À titre individuel, plusieurs de ses membres s'engageront cependant dans la Résistance, notamment Daisy-Georges Martin et Yvonne Pagniez.
En 1965, l'UFCS se déconfessionnalise.
En 1975, l'UFCS fête ses cinquante ans d'existence.
En 1976, la branche lyonnaise crée le centre de formation dédié spécifiquement à la formation des femmes. Il s'adresse depuis de nombreuses années à un public mixte.
En 2008, l'UFCS lyonnais s'affilie avec Familles Rurales. La branche lyonnaise prend son indépendance en gardant les valeurs originelles et s'oriente vers 3 axes : être aidé, être accompagné, être formé.

### Publications du Mouvement
- La Femme dans la vie sociale, 1927-1968.
- Andrée Butillard, La Femme au service du pays, U.F.C.S., Paris-Lyon, 1942.
- Andrée Butillard, La vie politique et les femmes, UFCS, 1945.
- Andrée Butillard, Apostolat social, SIAS, 1952
- Hélène Caron, Pouvoirs publics et citoyens, Privat, 1953
- Thérèse Caron et Doneaud, Citoyens actifs, communes vivantes, Privat, 1959.
- Hélène et Doneaud Thérèse Caron, Madame Jourdain, citoyenne sans le savoir, Privat, 1963.

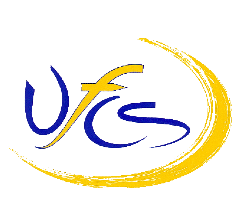
Logo national de l'UFCS.

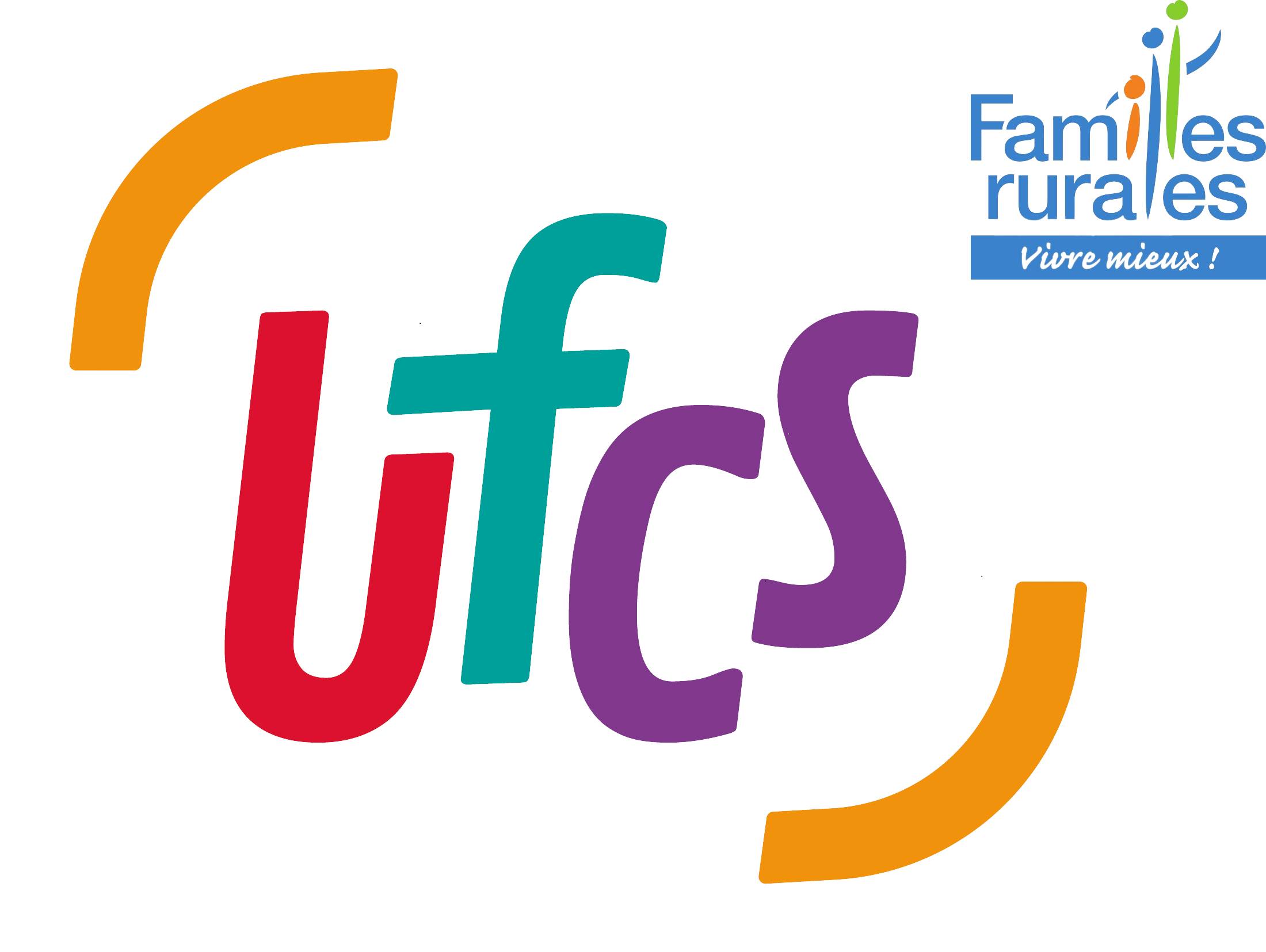
Logo de l'UFCS de Lyon.

- Ma commune, UFCS, 1964.